# Biblis
Segons la mitologia grega, Biblis (en grec antic: Βυβλίς) va ser filla de Milet i de Ciànea.
S'enamorà del seu germà bessó Caunos, però aquest la rebutjà indignat i arribà a fugir de casa per no veure-la. Hi ha diferents versions de la llegenda però en totes, a causa de les seves llàgrimes es forma una font. Es creu que els fundadors de la ciutat de Biblos, a Fenícia, van triar aquest nom en record de la llegenda.

## Ovidi
L'escriptor que fa un relat més elaborat sobre Biblis és Ovidi. Biblis s'adona que està enamorada del seu germà i malgrat els seus esforços inicials per convèncer-se a si mateixa que els seus sentiments són naturals, finalment accepta que són inapropiats. Incapaç de mantenir els seus sentiments en secret, envia a Caunos una llarga carta d'amor a través d'un criat en la qual li dona exemples d'altres amors incestuosos entre déus. El germà marxa disgustat. Biblis creu que serà capaç d'aconseguir que ell la correspongui, però quan veu que Caunos ha marxat cau en la desesperació, s'estripa les vestidures i embogeix. Per cercar-lo viatja per tota Grècia i Àsia Menor fins que finalment mori, esgotada pel viatge i el dolor. Com que no parava de plorar, acaba per convertir-se en una deu.

## Parteni de Nicea
Parteni de Nicea cita dues versions de la llegenda de Biblis, l'una de les quals coincideix amb la narrada per Ovidi amb l'única diferència que acaba amb el suïcidi de la noia penjada del coll amb el seu cinturó. En l'altra versió, és Caunos l'instigador de l'incest, mentre que Biblis el correspon amb amor fraternal; llavors Caunos marxa abans de perdre el control sobre els seus desigs. Biblis, després d'una llarga cerca sense resultats, es treu el vestit i el fa servir per penjar-se. Conó va escriure una versió idèntica a aquesta de Parteni.

## Antoní Liberal
La narració d'Antoní Liberal descriu a Biblis desolada per l'amor no correspost cap al seu germà; quan Caunos la rebutja, renuncia a nombroses propostes de matrimoni fetes per diferents pretendents i finalment intenta suïcidar-se llançant-se per un penya-segat, però és salvada per les hamadríades que la fan adormir i la transformen en una nimfa.